# Deutsche Leichtathletik-Meisterschaften 1940
Die 42. Deutschen Leichtathletik-Meisterschaften fanden am 10. und 11. August 1940 wie im Vorjahr und den drei Folgejahren im Berliner Olympiastadion statt.

## Durchführung von Meisterschaften in Kriegszeiten
Dies waren die ersten Leichtathletik-Meisterschaften während des Zweiten Weltkriegs, denen jedoch noch drei weitere folgten. Sportveranstaltungen wurden in Deutschland in den ersten Kriegsjahren möglichst uneingeschränkt durchgeführt, so auch diese Deutschen Leichtathletik-Meisterschaften 1940. Nach der Eroberung Frankreichs standen die Nationalsozialisten auf dem Höhepunkt ihrer Macht. Die Zivilbevölkerung im Deutschen Reich war vor allem mit Blick auf die kommenden Jahre noch verhältnismäßig wenig betroffen von den Kriegsereignissen. Das traf allerdings nicht auf das jüdische Volk zu, das bereits sehr unter den Bedingungen zu leiden hatte.
Bei näherer Betrachtung der Vereinszugehörigkeiten fällt auf, das es eine zunehmende Zahl von männlichen Teilnehmern (weniger bei den Athletinnen) aus Militär-, Polizei- oder SS-Sportvereinen gibt. Manchmal ist auch ein Eisenbahnersportverein oder Werksportverein darunter. Polizisten und Eisenbahner wurden aus beruflichen Gründen meistens nicht zum Militärdienst einberufen, bei Militär- und SS-Vereinen trug es wahrscheinlich zum Ruhm der ganzen Einheit bei, wenn einer der ihren einen Meistertitel errang.

## Ausgelagerte Disziplinen
Einige Wettbewerbe fanden nicht im Rahmen dieser Veranstaltung statt:
- Mehrkämpfe (Frauen: Fünfkampf / Männer: Fünf- und Zehnkampf) – Weimar, 20. und 21. Juli
- Marathonlauf (Einzel- und Mannschaftswertung) / 10.000 m Bahngehen (Einzelwertung) sowie
50-km-Gehen (Einzel- und Mannschaftswertung) – Berlin, 18. August

Die folgende Übersicht fasst die Medaillengewinner und -gewinnerinnen aller Wettbewerbe von 1940 zusammen.

## Medaillengewinner Männer
| Disziplin                                   | Gold                                                                   | Leistung            | Silber                                                                | Leistung              | Bronze                                                            | Leistung              |
| ------------------------------------------- | ---------------------------------------------------------------------- | ------------------- | --------------------------------------------------------------------- | --------------------- | ----------------------------------------------------------------- | --------------------- |
| 100 m                                       | Harald Mellerowicz (Luftwaffen SV Berlin)                              | 10,6 s00            | Manfred Kersch (Eintracht Frankfurt)                                  | 10,8 s00              | Erich Borchmeyer (Eintracht Frankfurt)                            | 10,8 s00              |
| 200 m                                       | Willi Bönecke (Luftwaffen SV Berlin)                                   | 22,1 s00            | Jakob Scheuring (Turnerbund Ottenau)                                  | 22,1 s00              | Kühnlein (Post SV Berlin)                                         | 22,6 s00              |
| 400 m                                       | Cuno Wieland (VfL Halle 1896)                                          | 49,0 s00            | Erich Linnhoff (Luftwaffen SV Berlin)                                 | 49,3 s00              | Fritz Ahrens (Luftwaffen SV Berlin)                               | 49,5 s00              |
| 800 m                                       | Rudolf Harbig (Dresdner SC)                                            | 1:51,6 min          | Hans Brandscheit (Luftwaffen SV Berlin)                               | 1:54,6 min            | Alfred Grau (Luftwaffen SV Berlin)                                | 1:55,7 min            |
| 1500 m                                      | Ludwig Kaindl (TS Jahn München)                                        | 3:58,8 min          | Dieter Giesen (Luftwaffen SV Berlin)                                  | 4:00,4 min            | Harry Mehlhose (Luftwaffen SV Berlin)                             | 4:00,4 min            |
| 5000 m                                      | Otto Eitel (TSV Esslingen)                                             | 14:45,2 min         | Max Syring (KTV Wittenberg)                                           | 14:45,2 min           | Hans Raff (VfL Oberhausen)                                        | 14:47,6 min           |
| 10.000 m                                    | Anton Haushofer (PSV München)                                          | 31:29,4 min         | Josef Legge (VfL Bochum)                                              | 31:50,6 min           | Alfred Barth (Turnerschaft Göttingen)                             | 31:52,2 min           |
| Marathon                                    | Erich Puch (VfL Potsdamer Sportfreunde)                                | 2:35:04 h000        | Ernst Weber (Luftwaffen SV Berlin)                                    | 2:35:25 h000          | Fritz Jahn (BTSV 1850 Berlin)                                     | 2:41:33 h000          |
| Marathon, Mannschaftswertung                | VfL Potsdamer SportfreundeErich Puch Willi Trapp Wilhelm Borns         | 12 P (Plätze 1/8/9) | Reichsbahn- und Post-SG StuttgartHermann Helber Fritz Helber Bürklein | 19 P (Plätze 6/13/17) | BTSV 1850 BerlinFritz Jahn Jentzsch Friedrich Blankenburg         | 22 P (Plätze 3/18/28) |
| 110 m Hürden                                | Ernst Becker (Berliner SC)                                             | 15,4 s00            | Erwin Wegner (Sport-Gemeinschaft Berlin)                              | 15,4 s00              | Hans Scheele (DSC Berlin)                                         | 15,9 s00              |
| 400 m Hürden                                | Max Mayr (TSV 1860 München)                                            | 55,2 s00            | Heinz Brand (DSC Berlin)                                              | 56,1 s00              | Karl-Heinz Wedlich (TSV 1867 Leipzig)                             | 57,2 s00              |
| 3000 m Hindernis                            | Rolf Seidenschnur (Post SV Kiel)                                       | 9:13,2 min          | Hans Raff (VfL Oberhausen)                                            | 9:21,8 min            | Ferdinand Muschik (SK Rapid Wien)                                 | 9:37,6 min            |
| 4 × 100 m Staffel                           | Berliner SCG. Werner Hans Schmidt Ernst Becker Günther Honolka         | 43,0 s00            | Post SG MannheimGarrecht Reisch Karl Neckermann Walter Feuerstein     | 43,3 s00              | DSC BerlinRusitzka Werner Eitel H. Habermann Gerhard Habermann    | 44,1 s00              |
| 4 × 400 m Staffel                           | Luftwaffen SV BerlinBodensieck Alfred Grau Fritz Ahrens Erich Linnhoff | 3:18,4 min          | 1. SV JenaErnst Peinel Hippler Rudolf Klupsch Kurt Müller             | 3:21,6 min            | Dresdner SCHäring Günter Baumann Heß Rudolf Harbig                | 3:22,4 min            |
| 3 × 1000 m Staffel                          | Luftwaffen SV BerlinHans Brandscheit Harry Mehlhose Dieter Giesen      | 7:36,6 min          | Hamburger SVKröger Heinz Pidun Herbert Behrend                        | 7:41,4 min            | Berliner SCKurt Edel Hartmut Fitzner Willi Hermann                | 7:41,6 min            |
| 10.000 m Bahngehen                          | Hermann Schmidt (Polizei SV Hamburg)                                   | 46:27 min0          | Hermann Grittner (Reichsbahn SV Köln)                                 | 47:36 min0            | Josef Lippenberger (Infanterie-Regiment 335 München)              | 47:38 min0            |
| 50-km-Straßengehen                          | Fritz Bleiweiß (Berliner AK 07)                                        | 4:47:43 h00         | Friedrich Prehn (TSG Leipzig-Lindenau)                                | 4:56:52 h00           | Erich Blau (Brigade 35 Leipzig)                                   | 5:00:40 h00           |
| 50-km-Straßengehen, Mannschaftswertung      | Brigade 35 LeipzigErich Blau Herbert Nagel Martin Köhler               | 9 P (Plätze 3/4/5)  | Berliner AK 07Fritz Bleiweiß Jankowski Horst Schulze                  | 17 P (Plätze 1/10/13) | Eintracht BraunschweigGustav Peinemann Hans Kandutsch Karl Michel | 19 P (Plätze 6/8/11)  |
| Hochsprung                                  | Hermann Nacke (TSM Otto Schott Jena)                                   | 1,93 m              | Horst Schlegel (1. SV Jena)                                           | 1,90 m                | Ludwig Koppenwallner (PSV München)                                | 1,90 m                |
| Stabhochsprung                              | Rudolf Glötzner (Turnerbund Weiden)                                    | 4,00 m              | Josef Haunzwickel (Weiß-Rot-Weiß Wien)                                | 4,00 m                | Hans Born (SG Warschau)                                           | 3,80 m                |
| Weitsprung                                  | Günther König (Stettiner SC)                                           | 7,42 m              | Gerhard Luther (SC ATOS Berlin)                                       | 7,32 m                | Rudolf Wikelski (SV Allianz Berlin)                               | 7,28 m                |
| Dreisprung                                  | Fritz Gleim (Eintracht Frankfurt)                                      | 14,89 m             | Hans Mähnert (VfL Halle 1896)                                         | 14,53 m               | Horst Vogt (TSV 1867 Leipzig)                                     | 14,38 m               |
| Kugelstoßen                                 | Heinrich Trippe (Polizei SV Berlin)                                    | 16,31 m             | Hans Woellke (Polizei SV Berlin)                                      | 15,78 m               | Otto Luh (Reichsbahn-SV Gießen)                                   | 14,90 m               |
| Diskuswurf                                  | Johann Wotapek (Polizei SV Wien)                                       | 48,37 m             | Heinrich Trippe (Polizei SV Berlin)                                   | 47,52 m               | Ernst Lampert (TSV 1860 München)                                  | 46,11 m               |
| Hammerwurf                                  | Erwin Blask (Berliner SC)                                              | 53,76 m             | Sebastian Mayer (TV Pasing)                                           | 52,75 m               | Oskar Lutz (Hüttenverein Dortmund)                                | 52,52 m               |
| Speerwurf                                   | Karl-Heinz Berg (Luftwaffen SV Berlin)                                 | 67,73 m             | Ferdinand Büsse (DSC Berlin)                                          | 66,63 m               | Herbert Loose (LSV Halberstadt)                                   | 62,54 m               |
| Fünfkampf, 1934er W. 2. Zeile: 1985er Wert. | Rudolf Glötzner (Turnerbund Weiden)                                    | 3879 P (3671 P)     | Gerhard Luther (SC ATOS Berlin)                                       | 3770 P (3612 P)       | Gustav Weinkötz (ASV Köln)                                        | 3601 P (3411 P)       |
| Zehnkampf, 1934er W. 2. Zeile: 1985er Wert. | Rudolf Glötzner (Turnerbund Weiden)                                    | 6894 P (6580 P)     | Edmund Harthaus (SV Arnoldi 01 Gotha)                                 | 6301 P (6042 P)       | Gerd Hilbrecht (VfB Königsberg)                                   | 6234 P (6361 P)       |

## Medaillengewinnerinnen Frauen
| Disziplin                                      | Gold                                                            | Leistung       | Silber                                                | Leistung       | Bronze                                                       | Leistung       |
| ---------------------------------------------- | --------------------------------------------------------------- | -------------- | ----------------------------------------------------- | -------------- | ------------------------------------------------------------ | -------------- |
| 100 m                                          | Erika Biess (SCC Berlin)                                        | 12,2 s         | Grete Winkels (ASV Köln)                              | 12,3 s         | Maria Jöckel (TV Bad Orb)                                    | 12,4 s         |
| 200 m                                          | Grete Winkels (ASV Köln)                                        | 25,6 s         | Therese Kurz (Eintracht Frankfurt)                    | 25,8 s         | Elfriede Möller (VfR Frankenthal)                            | 26,2 s         |
| 80 m Hürden                                    | Erika Biess (SCC Berlin)                                        | 11,6 s         | Lieselotte Peter (Post SV Oppeln)                     | 12,2 s         | Luise Krüger (Dresdner SC)                                   | 12,3 s         |
| 4 × 100 m Staffel                              | Hamburger SVKröger Elfriede Köhnsen Christa Loch Grete Trenkner | 49,7 s         | Eintracht FrankfurtSowa Resi Kurz Kroll Josefine Kohl | 49,8 s         | SCC BerlinEva Dürre Dora Voigt Erika Biess Felicitas Schmidt | 50,1 s         |
| Hochsprung                                     | Gunda Friedrich (TG Würzburg)                                   | 1,60 m         | Feodora Gräfin zu Solms (MSV Wünsdorf)                | 1,60 m         | Elisabeth Gronen (Düsseldorfer SC 99)                        | 1,54 m         |
| Weitsprung                                     | Erika Junghanns (Friesen Naumburg)                              | 5,70 m         | Irmgard Praetz (Germania Jahn Salzwedel)              | 5,46 m         | Irmgard Kirchhoff (Hessen-Preußen Kassel)                    | 5,44 m         |
| Kugelstoßen                                    | Gisela Mauermayer (TV Nymphenburg München)                      | 13,20 m        | Minka Janello (SCC Berlin)                            | 12,24 m        | Helma Wessel (Rote Erde Iserlohn)                            | 12,16 m        |
| Diskuswurf                                     | Gisela Mauermayer (TV Nymphenburg München)                      | 45,94 m        | Anna Hagemann (Hessen-Preußen Kassel)                 | 42,73 m        | Hilde Sommer (VfB Breslau)                                   | 40,87 m        |
| Speerwurf                                      | Lisa Gelius (TS Jahn München)                                   | 44,34 m        | Luise Krüger (Dresdner SC)                            | 42,17 m        | Susanne Pastoors (Turngemeinde in Berlin)                    | 41,94 m        |
| Fünfkampf, offiz. Wert. 2. Zeile: 1980er Wert. | Lisa Gelius (TS Jahn München)                                   | 332 P (3136 P) | Gerda Schwartau (SV St. Georg 1895 Hamburg)           | 315 P (3099 P) | Luise Krüger (Dresdner SC)                                   | 296 P (2941 P) |